# Hyundai Tucson (2015)
La Hyundai Tucson è un'autovettura di tipo crossover SUV presentata dalla casa automobilistica sudcoreana Hyundai nel 2015 e immessa sul mercato nello stesso anno. Nel 2020 ne è stata presentata la quarta generazione.

## Nome
L'auto sostituisce la ix35 riprendendo la denominazione dell'antenata di quest'ultima, ovvero la Tucson, anche se la ix35 aveva questo nome solo in Europa, mentre nel resto del mondo ha mantenuto il nome Tucson.

## Specifiche
La nuova Tucson è ora alta 1,65 metri, larga 1,85 metri e lunga 4,47 metri. Ha un volume di carico di 513 litri con i sedili in uso e una dimensione massima di 1.503 litri quando i sedili posteriori sono ripiegati in avanti. Il veicolo è strettamente legato alla Kia Sportage di 4ª generazione.

## Restyling 2018

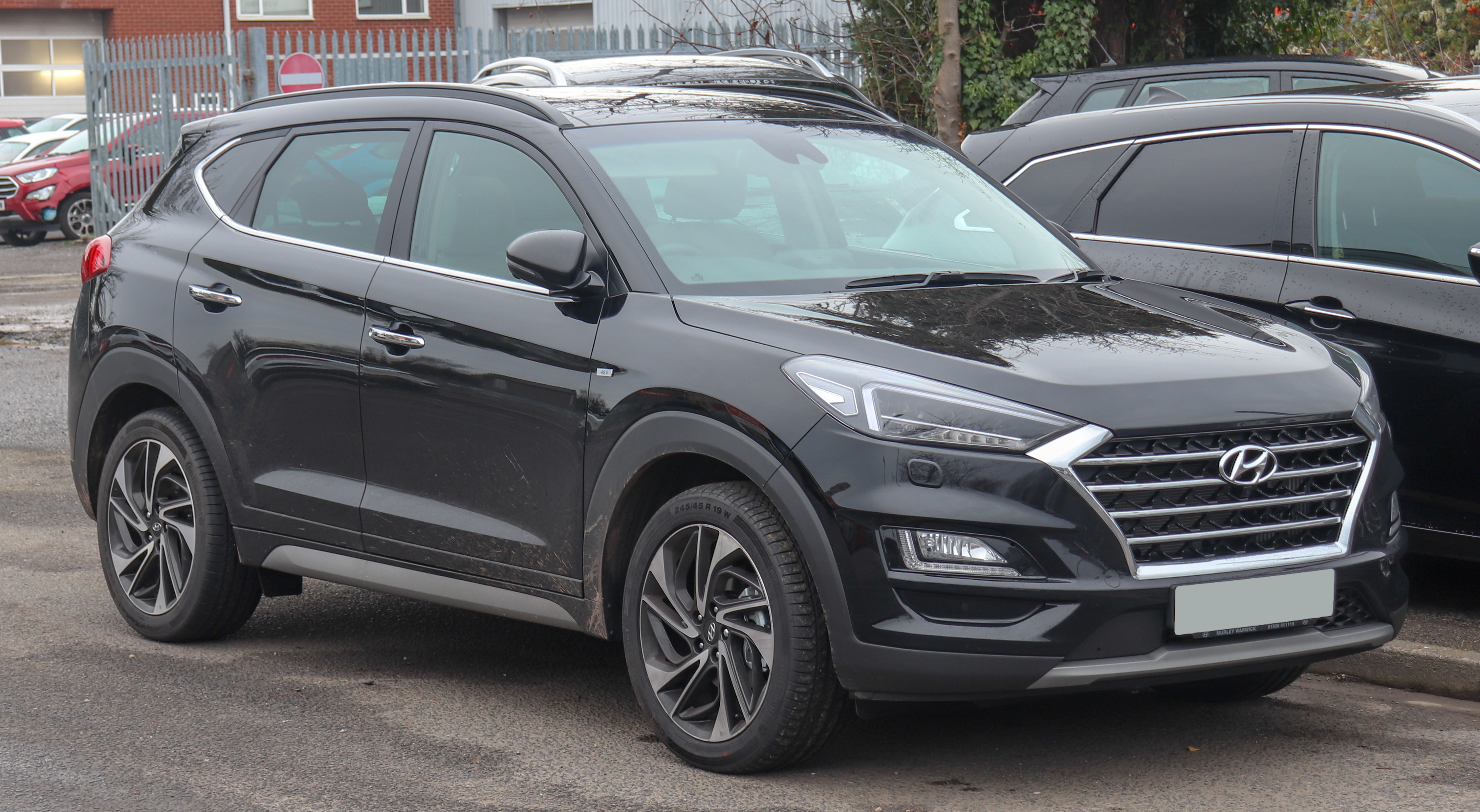
Restyling

Durante il Salone dell'automobile di New York del 2018, la Casa coreana ha presentato il restyling della Tucson, la cui commercializzazione era prevista per l'anno seguente. Il modello presenta diversi aggiornamenti sia estetici sia alle motorizzazioni: in particolare, le novità esterne riguardano una nuova griglia a cascata, nuove linee per la carrozzeria, nuovi design per i cerchi e nuovi fari a LED aggiornato per gli allestimenti più elevati. Gli interni hanno invece introdotto un cruscotto di nuova concezione con prese d'aria inferiori posizionate centralmente e il display del sistema di infotainment posizionato nella parte alta.
Riguardo ai motori, il 2.0 Nu GDi continua a essere disponibile per gli allestimenti SE e Value, mentre per gli altri allestimenti il 1.6 turbo I4 viene sostituito da un motore aspirato I4 GDi da 2,4 litri che eroga 184 CV di potenza, il quale tuttavia ha dei consumi leggermente più elevati rispetto al precedente.

## Motorizzazioni
| Caratteristiche                 | 1.6 GDI 2WD M/T                | 1.6 T-GDI 4WD M/T                                                                   | 1.6 T-GDI 4WD DCT                                                                   | 1.7 CRDi 2WD M/T | 1.7 CRDi 2WD DCT | 2.0 CRDi 4WD M/T | 2.0 CRDi 4WD A/T | 2.0 CRDi 185CV 4WD A/T | 1.6 CRDi 2WD 115 CB |
| ------------------------------- | ------------------------------ | ----------------------------------------------------------------------------------- | ----------------------------------------------------------------------------------- | --- | --- | --- | --- | --- | --- |
| Disponibile                     | dal 07/2015 al 07/2018         | dal 07/2015 al 07/2018                                                              | dal 07/2018 al 12/2020                                                              | dal 07/2015 al 07/2018 | dal 07/2015 al 07/2018 | dal 07/2018 al 12/2020 | dal 07/2018 al 12/2020 | dal 07/2018 al 12/2020 | dal 07/2018 al 12/2020 |
| Alimentazione                   | Benzina                        | Benzina                                                                             | Benzina                                                                             | Diesel | Diesel | Diesel | Diesel | Diesel | Diesel |
| Motore                          | 4 cilindri in linea 16 valvole | 4 cilindri in linea 16 valvole, con turbocompressore, Iniezione elettronica diretta | 4 cilindri in linea 16 valvole, con turbocompressore, Iniezione elettronica diretta | 4 cilindri in linea CRDi, 16 valvole con turbocompressore a geometria variabile VGT a controllo elettronico, iniezione diretta con sistema "Common Rail", filtro antiparticolato | 4 cilindri in linea CRDi, 16 valvole con turbocompressore a geometria variabile VGT a controllo elettronico, iniezione diretta con sistema "Common Rail", filtro antiparticolato | 4 cilindri in linea CRDi, 16 valvole con turbocompressore a geometria variabile VGT a controllo elettronico, iniezione diretta con sistema "Common Rail", filtro antiparticolato | 4 cilindri in linea CRDi, 16 valvole con turbocompressore a geometria variabile VGT a controllo elettronico, iniezione diretta con sistema "Common Rail", filtro antiparticolato | 4 cilindri in linea CRDi, 16 valvole con turbocompressore a geometria variabile VGT a controllo elettronico, iniezione diretta con sistema "Common Rail", filtro antiparticolato | 4 cilindri in linea CRDi, 16 valvole con turbocompressore a geometria variabile VGT a controllo elettronico, iniezione diretta con sistema "Common Rail", filtro antiparticolato |
|                                 | Euro 6                         | Euro 6                                                                              | Euro 6                                                                              | Euro 6 | Euro 6 | Euro 6 | Euro 6 | Euro 6 | Euro 6d Temp |
| Cilindrata                      | 1.591                          | 1.591                                                                               | 1.591                                                                               | 1.685 | 1.685 | 1.995 | 1.995 | 1.995 | 1.598 |
| Potenza max. kW (CV) / giri/min | 97 (132) / 6.300               | 130 (177) / 5.500                                                                   | 85 (115) / 4.000                                                                    | 104 (141) / 4.000 | 100 (136) / 2.750~4.000 | 100 (136) / 2.750~4.000 | 136 (185) / 4.000 | 85 (115) / 4.000 | |
| Coppia max. Nm / giri/min       | 160,8/4.850                    | 265 (27.0) / 1.500 ~ 4.500                                                          | 265 (27.0) / 1.500 ~ 4.500                                                          | 280/1.250~2.750 | 340/1.750~2.500 | 373/1.500~2.500 | 373/1.500~2.500 | 400/1.750~2.750 | 280/1,500~2,750 |
| Trasmissione                    | manuale 6 marce                | manuale 6 marce                                                                     | automatica 7 marice doppia frizione                                                 | manuale 6 marce | automatica 7 marce doppia frizione | manuale 6 marce | automatica 6 marce | automatica 6 marce | manuale 6 marce |
| Trazione                        | anteriore                      | integrale                                                                           | integrale                                                                           | anteriore | anteriore | integrale | integrale | integrale | anteriore |
| Velocità massima km/h           | 182                            | 202                                                                                 | 201                                                                                 | 176 | 185 | 184 | 184 | 201 | 175 |
| 0 - 100 Km/h (sec)              | 11,5                           | 9,5                                                                                 | 9,1                                                                                 | 13,7 | 11,5 | 10,9 | 12,0 | 9,5 | 11,8 |
| consumo medio l/100km           | 6,3                            | 7,6                                                                                 | 7,5                                                                                 | 4,6 | 4,9 | 5,2 | 6,0 | 6,5 | 5,5 |
| Sospensioni anteriori           | Indipendenti tipo MacPherson   | Indipendenti tipo MacPherson                                                        | Indipendenti tipo MacPherson                                                        | Indipendenti tipo MacPherson | Indipendenti tipo MacPherson | Indipendenti tipo MacPherson | Indipendenti tipo MacPherson | Indipendenti tipo MacPherson | Indipendenti tipo MacPherson |
| Sospensioni posteriori          | Indipendenti tipo Multi-Link   | Indipendenti tipo Multi-Link                                                        | Indipendenti tipo Multi-Link                                                        | Indipendenti tipo Multi-Link | Indipendenti tipo Multi-Link | Indipendenti tipo Multi-Link | Indipendenti tipo Multi-Link | Indipendenti tipo Multi-Link | Indipendenti tipo Multi-Link |